# Mack Mitchell
(en) Statistiques sur pro-football-reference
Mack Henry Mitchell (né le 16 août 1952 Diboll) est un joueur américain de football américain.

## Carrière

### Université
Mitchell fait ses études à l'université de Houston où il fait une grande carrière universitaire.

### Professionnel
Mack Mitchell est sélectionné au premier tour du draft de la NFL de 1975 par les Browns de Cleveland au cinquième choix. Dès son arrivée, il est plongé dans le bain de la NFL, jouant quatorze matchs au poste de titulaire, et récupérant un fumble. En 1976, il parvient à marquer un  safety en plaquant un joueur dans sa propre ligne d'en but. La saison suivante, il perd une certaine place de titulaire, ne jouant que cinq matchs comme titulaire mais réalisant deux récupérations de fumble. Il retrouve une sa place de defensive end titulaire en 1978.
Après la saison 1978, il quitte Cleveland pour les Bengals de Cincinnati où il joue treize matchs pour un comme titulaire en 1979. Après cela, il n'apparaît plus dans un effectif de football.